# Gopo pentru cele mai bune costume
Gopo pentru cele mai bune costume este un premiu acordat în cadrul galei Premiilor Gopo.
Câștigătorii și nominalizații acestei categorii sunt:

## Anii 2000
- 2007 — Monica Răduță - Cum mi-am petrecut sfârșitul lumii
  - Adriana Grand - Legături bolnăvicioase
  - Silvana Bratu - Hârtia va fi albastră

- 2008 — Ana Ioneci - California Dreamin' (Nesfârșit)
  - Dana Istrate - 4 luni, 3 săptămâni și 2 zile
  - Mihaela Ularu - Îngerul necesar

- 2009 — Doina Levintza - Restul e tăcere
  - Georgiana Bostan - Boogie
  - Svetlana Mihăilescu - Cocoșul decapitat
  - Oana Păunescu - Nunta mută

## Anii 2010
- 2010 Svetlana Mihăilescu - Călătoria lui Gruber
  - Augustina Stanciu - Cea mai fericită fată din lume
  - Giorgiana Bostan - Polițist, adjectiv
  - Viorica Petrovici - Concertul

- 2011 — Viorica Petrovici - Caravana cinematografică
  - Alexandra Ungureanu - Morgen
  - Cristina Mititelu - Portretul luptătorului la tinerețe

- 2012 — Nicoleta Cârnu  – Bună! Ce faci?
  - Brândușa Ioan  – Periferic
  - Chinyere Eze, Augustina Stanciu  – Loverboy
  - Costin Voicu  – Dacă bobul nu moare
  - Doina Levintza  – Ceva bun de la viață

- 2013 — Lia Manțoc  – Undeva la Palilula
  - Augustina Stanciu  – Toată lumea din familia noastră
  - Dana Istrate  – Despre oameni și melci

- 2014 — Maria Miu  – Domnișoara Christina
  - Mălina Ionescu  – Domestic
  - Lilia Ixari  – La limita de jos a cerului
  - Irina Marinescu  – Poziția copilului
  - Alexandra Alma Ungureanu  – Rocker

- 2015 — Doina Levintza  – Closer to the Moon
  - Oana Păunescu  – Kyra Kyralina
  - Svetlana Mihăilescu  – Q.E.D.

- 2016 — Dana Păpăruz  – Aferim!
  - Adeline Andreea Bădescu  – Lumea e a mea
  - Augustina Stanciu  – Box
  - Andreea Szelyes  – De ce eu?

- 2017 — Dana Păpăruz  – Inimi cicatrizate
  - Mălina Ionescu  – Două lozuri
  - Elena Stoyanova  – Câini
  - Maria Pitea  – Sieranevada
  - Mihaela David  – Miracolul din Tekir

- 2018 — Doina Levintza, Adina Bucur  – 6,9 pe scara Richter
  - Velica Panduru  – Aniversarea
  - Ana Ioneci  – Hawaii
  - Svetlana Mihăilescu  – Octav
  - Cireșica Cuciuc  – Un pas în urma serafimilor

- 2019 — Dana Păpăruz  – Moromeții 2
  - Mălina Ionescu  – Charleston
  - Elena Frățilă  – Dragoste 1. Câine
  - Iuliana Vîlsan  – Îmi este indiferent dacă în istorie vom intra ca barbari
  - Cristina Șerbu  – Un prinț și jumătate

## Anii 2020
- 2020 — Ana Ioneci, Claudia Bunea  – Maria, Regina României
  - Alexandra Alma Ungureanu Stroe  – Monștri.
  - Cireșica Cuciuc  – Heidi
  - Dana Păpăruz  – La Gomera
  - Luminița Mihai  – Cardinalul

- 2021 — Mălina Ionescu  – Urma
  - Adina Bucur  – 5 Minute
  - Dorin Negrău  – Tipografic Majuscul
  - Iulia Popescu  – Ivana cea Groaznică

- 2022 — Oana Păunescu  – Malmkrog
  - Mălina Ionescu  – Otto barbarul
  - Carmen Moldovan  – Luca
  - Cireșica Cuciuc  – Babardeală cu bucluc sau porno balamuc
  - Nicoleta Cârnu  – Și atunci, ce e libertatea?

- 2023 — Ioana Covalcic  – Metronom
  - Iolanda Mutu Jr.  – Capra cu trei iezi
  - Ana Gabriela Lemnaru  – Copacul dorințelor: Amintiri din copilărie
  - Nicoleta Cârnu  – Spioni de ocazie
  - Luminița Crăciun  – Uneori ninge cu zăpadă, alteori cu întuneric

- 2024 — Viorica Petrovici  – Libertate
  - Dana Păpăruz  – Boss
  - Radu Jude  – Nu aștepta prea mult de la sfârșitul lumii
  - Iulia Fulicea  – Spre nord
  - Corina Grămoșteanu  – Visul

- 2025 — Viorica Petrovici  – Săptămâna Mare
  - Dana Anghel  – Anul Nou care n-a fost
  - Hilke Muslim  – Căsătoria
  - Lumi Mihai, Sybille Gänßlen-Zeit  – Clara
  - Dana Păpăruz  – Moromeții 3